# 에디아카라 생물군

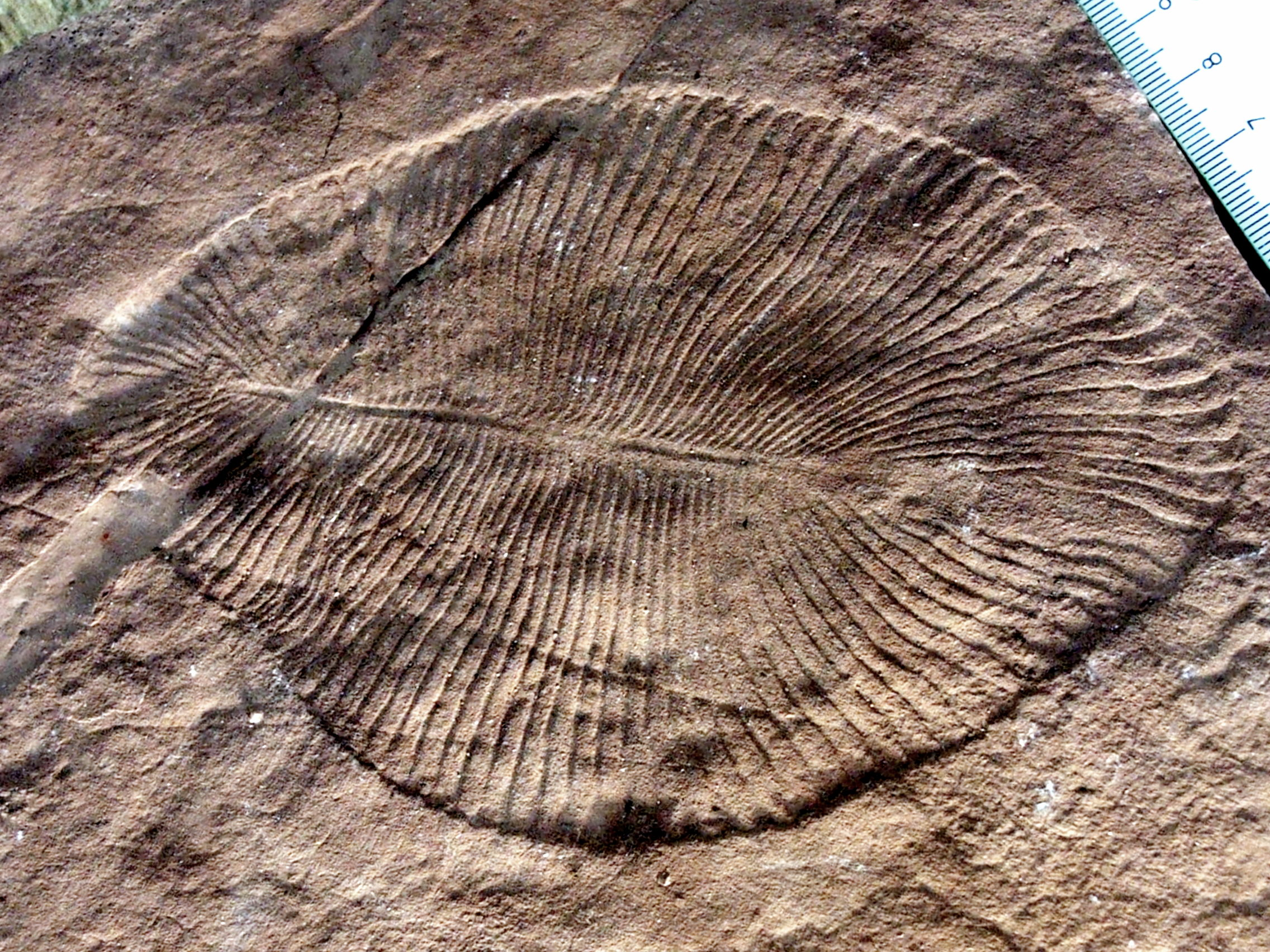
디킨소니아 화석

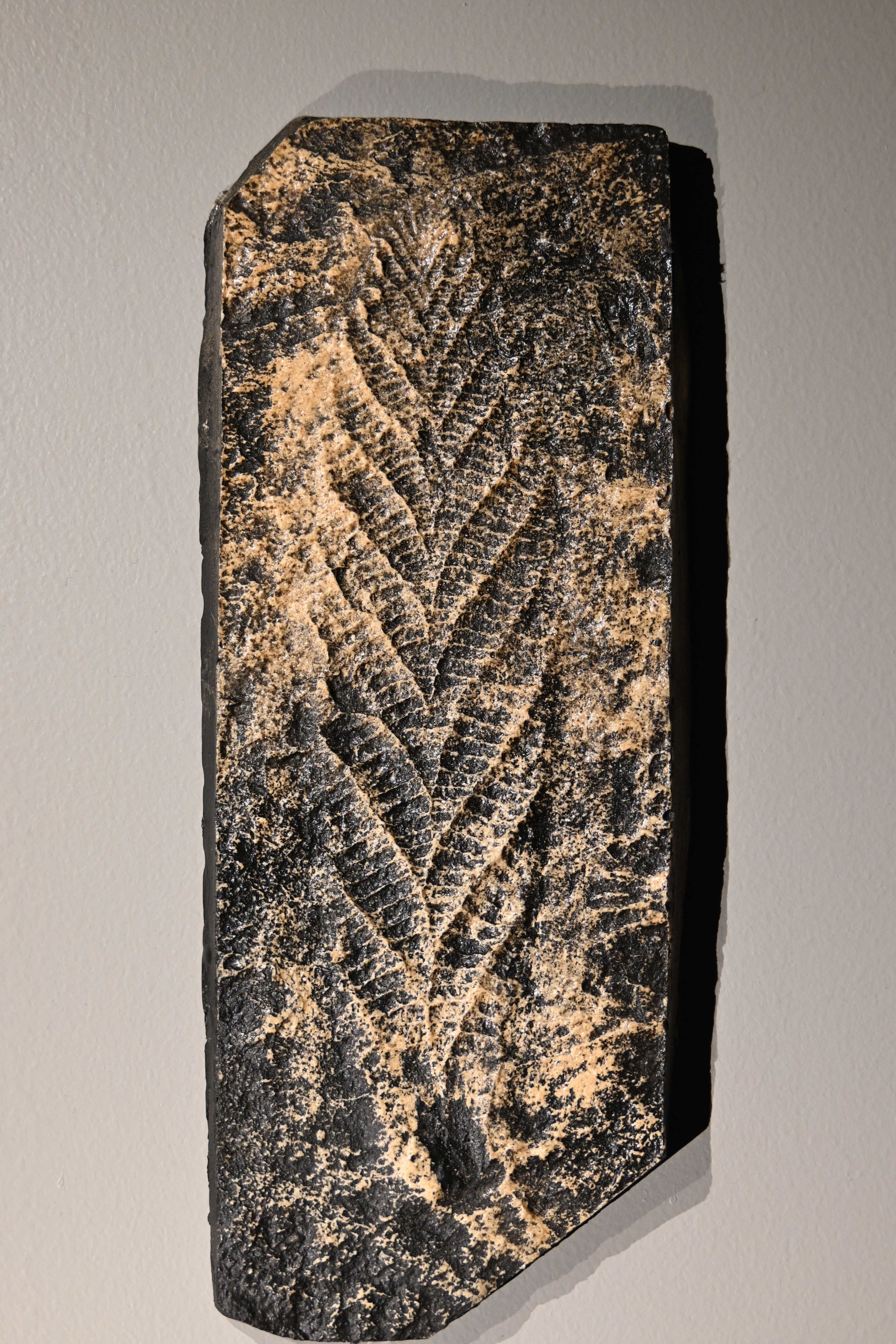
카르니아 화석

에디아카라 생물군(Ediacara biota)은 군이 다른 다세포 동물을 뜻한다.

## 발견 및 명명
처음 발견된 곳은 오스트레일리아의 플린더즈 산맥(Flinders Ranges)이다. 이 플린더즈 산맥 북쪽의 에디아카라(Ediacara) 지역은 오랫동안 많은 화석이 발견되었는데, 이를 의미해서 에디아카라 생물군이라 이름 지어졌다.

## 의미
에디아카라 지역의 화석은 해파리나 유연체와 같은 다세포 동물의 화석이었다. 단 흥미로운 점은 보통 다세포 동물의 강, 종의 다양화는 캄브리아 시대에 발생(캄브리아기의 대폭발)하였는데, 이 에디아카라 지역은 사암층 지역으로 선캄브리아 시대로 구분되는 지역이다. 이 때문에 이 동물군이 살았던 시기를 선캄브리아 시대 - 캄브리아 시대를 잇는다는 뜻으로 에디아카라 시대(에디아카란 Ediacaran)라 불린다. 한편 이러한 이유로 지구 동결의 증거로도 쓰인다.

## 종류
네미아나, 디킨소니아, 마우소나이트, 스프리기나, 카르니아 등

## 같이 보기
- 에디아카라기
- 캄브리아기의 대폭발
- 눈덩이 지구